# Ратови у Југославији
Ратови у Југославији су били низ одвојених, али повезаних етничких сукоба, ратова за независност и побуна које су се водиле у бившој Југославији између 1991. и 2001, што је довело до коначног распада Југославије 1992. године. Југословенске конститутивне републике прогласиле су независност због нерешених тензија између етничких мањина, што је подстакло ратове. Већина ратова завршила се мировним споразумима, које карактерише пуноправно међународно признање, али са огромним људским губицима и економском штетом за регион.
Југословенска народна армија (ЈНА) настојала је да очува јединство читаве земље сламањем сецесионистичких влада, али је све више долазила под утицај режима Слободана Милошевића, који се залагао за српски национализам уместо комунистичког система који је тада слабио. ЈНА је због тога почела да губи Словенце, Хрвате, Албанце, Бошњаке и Македонце, а тиме практично постала војска сачињена искључиво од Срба. Према извештају Уједињених нација из 1994. године, српска страна није имала за циљ да обнови Југославију, већ да створи Велику Србију од делова Хрватске и Босне. Други иредентистички покрети су такође доведени у везу са ратовима, као што су Велика Албанија (сачињена од Косова и Метохије, али коригована после међународне дипломатије) и Велика Хрватска (сачињена од делова Херцеговине, али напуштена 1994. када је донет Вашингтонски споразум).
Често описивани као најсмртоноснији сукоби у Европи од Другог светског рата, ратове су обележили многи ратни злочини, укључујући елементе геноцида, злочине против човечности, етничко чишћење и силовања. Масакр у Сребреници био је први злочин у Европи од Другог светског рата који поједини политичари класификују као геноцид, а многи кључни појединци који су га починили касније су оптужени за ратне злочине. Уједињене нације су основале Хашки трибунал да процесуира ове злочине. Према подацима Међународног центра за транзициону правду, ратови у Југославији су довели до смрти 140.000 људи, док Фонд за хуманитарно право процењује да је погинуло најмање 130.000 људи. Сукоби су такође довели до великих избегличких и хуманитарних криза.

## Термини
За ове ратове се такође користе називи:
- „Ратови на Балкану”
- „Ратови/конфликти у Југославији”[9][33]
- „Ратови за југословенско наслеђе”
- „Трећи балкански рат”: термин који је предложен у књизи коју је написао британски новинар Миша Глени, наслов његове књиге алудира на два претходна балканска рата која су вођена између 1912. и 1913. године.[34] Међутим, поједини савремени историчари су овај термин применили на Први светски рат, јер верују да је то директан наставак балканских ратова 1912—1913.[35]
- „Грађански рат у Југославији”

## Позадина
Држава Југославија је настала након Првог светског рата, а њено становништво су углавном чинили јужнословенски хришћани, иако је такође била присутна значајна муслиманска мањина. Етнички сукоб између народа Југославије повећао се тек у 20. веку, почевши од тензија око Устава Краљевине СХС почетком 1920-их, ескалирајући у насиље између Срба и Хрвата крајем 1920-их након атентата на хрватског политичара Стјепана Радића и атентата на краља Александра Карађорђевића.
Прва држава народа Југославије трајала је од 1918. до 1941. године, када су је током Другог светског рата напале силе Осовине, које су пружиле подршку хрватским фашистичким усташама, чији је режим извршио геноцид над Србима, Јеврејима и Ромима, погубљујући људе у концентрационим логорима и вршењу других систематских и масовних злочина на територији нацистичке државе НДХ.
Четници, српски националистички и герилски покрет против окупације, починили су масовне злочине над Муслиманима и Хрватима који су били на страни Нацистичке Немачке, борећи се за обнову српске монархије и југословенске федерације. Југословенски партизани, предвођени комунистима, успели су да прикупе у своје редове све групе, укључујући Србе, Хрвате и Бошњаке, али су такође учествовали у масовним злочинима. Године 1945. Јосип Броз Тито, председник КПЈ између осталих, основао је Демократску Федеративну Југославију (ДФЈ), те задржао снажно ауторитарно руководство које је гушило национализам.
Након Титове смрти 1980. односи између комунистичких руководстава шест република су се погоршали. Словенија, Хрватска и Косово желели су већу аутономију у оквиру конфедерације, док је Србија настојала да ојача свој утицај. Како је постало јасно да не постоји решење које је прихватљиво за све стране, Словенија и Хрватска су кренуле ка сецесији. Иако су тензије у Југославији расле с почетка 1980-их, догађаји из 1990. године показали су се одлучујућим. Усред економске кризе, Југославија се суочавала са растућим национализмом међу својим различитим етничким групама, који су подстицала комунистичка руководства. До почетка 1990-их није било ефективне власти на савезном нивоу. Председништво су чинили представници шест република, две покрајине и Југословенска народна армија (ЈНА), а руководство је било подељено по националности.
Представнике Војводине, Косова и Црне Горе заменили су блиски кадрови председника Србије Слободана Милошевића. Србија је обезбедила четири од осам гласова савезних председништва, те је могла да утиче на доношење одлука на савезном нивоу, пошто су све остале републике имале по један глас. Док су Словенија и Хрватска желеле да успоставе вишепартијски систем, руководство СК Србије, на челу са Слободаном Милошевићем, захтевала је још централизованију федерацију и доминантну улогу Србије у њој.
На 14. ванредном конгресу Савеза комуниста Југославије у јануару 1990, Скупштина у којој су доминирала чланови из Србије, пристала је да укине једнопартијски систем. Међутим, Слободан Милошевић, вођа Савеза комуниста Србије, искористио је свој утицај да блокира и надгласа све друге предлоге хрватских и словеначких партијских делегата. Ово је довело до одласка хрватске и словеначке делегације, а тиме и до распада партије, што је симболичан догађај који представља крај „братства и јединства”.
Анкета грађана Југославије спроведена 1990. године показала је да је етнички анимозитет постојао у малим размерама. У поређењу са резултатима од пре 25 година, дошло је до значајног повећања етничке дистанце међу Србима и Црногорцима према Хрватима и Словенцима и обрнуто.
Након проглашења независности Хрватске и Словеније 1991. године, Савезно извршно веће је покушало насилно да заустави предстојећи распад земље, а председник Већа Анте Марковић је изјавио да су сецесије Словеније и Хрватске незаконите и супротне Уставу Југославије, те изразио подршку ЈНА у циљу обезбеђивања интегралног јединства Југославије, али неуспешно.
Према Стивену А. Харту, аутору књиге Партизани: Рат на Балкану 1941—1945, етнички мешовити регион Далмације одржавао је блиске и пријатељске односе између Хрвата и Срба који су тамо живели крајем 19. и почетком 20. века. Многи првобитни заговорници уједињене Југославије потицали су са ових простора, попут Анта Трумбића, Хрвата из Далмације. Међутим, до избијања ратова у Југославији дошло је до пада свих гостољубивих односа између Хрвата и Срба у Далмацији, при чему су се Срби борили на страни самопроглашене државе Републике Српске Крајине.
Иако се чинило да је политика током читавог социјалистичког периода Југославије била иста (да сви Срби треба да живе у једној држави), Дејан Гузина тврди да су „различити контексти у сваком од периода социјалистичке Србије и Југославије дали потпуно различите резултате (нпр. у корист Југославије, или у корист Велике Србије)”. Он претпоставља да се политика комуниста Србије променила од конзервативно-социјалистичке на почетку до ксенофобично-националистичке касније током 1980-их и 1990-их.
У Србији и на територијама у којима етничку већину чине Срби, дошло је до насилних сукоба, посебно између националиста и ненационалиста који су критиковали режим Србије и српске политичке субјекте у Босни и Херцеговини и Хрватској. Срби који су се јавно супротстављали националистичкој политичкој клими током ратова у Југославији наводно су били малтретирани или убијани. Међутим, након Милошевићевог доласка на власт и избијања ратова, у Србији су се развили бројни антиратни покрети. Одржани су протести против деловања ЈНА, док су демонстранти тражили референдум о објави рата и прекиду војне обавезе, што је довело до бројних дезертерстава и емиграција.
Са ескалацијом кризе, ЈНА је постала у великој мери под доминацијом режима Србије. Према речима бившег команданта Пете армије у Загребу Мартина Шпегеља, 50% командних места заузимали су Хрвати, док су неколико година касније, на почетку рата, све кључне положаје имали Срби.

## Сукоби

### Рат у Словенији (1991)
Први од сукоба, познат као Десетодневни рат, покренула је Југословенска народна армија (ЈНА) 26. јуна 1991. након отцепљења Словеније од Југославије 25. јуна 1991. године.
У почетку је Савезна влада наредила ЈНА да обезбеди граничне прелазе у Словенији. Полиција и Територијална одбрана Словеније блокирале су касарне и путеве, што је довело до сукоба на више места. Након неколико десетина жртава, сукоб је прекинут Брионском декларацијом 7. јула 1991. године, када су Словенија и Хрватска пристале на тромесечни мораторијум на отцепљење. ЈНА се у потпуности повукла из Словеније до 26. октобра 1991. године.

### Рат у Хрватској (1991—1995)
Сукоби у Хрватској почели су неколико седмица пре рата у Словенији, када су Срби у Хрватској, који су се противили независности Хрватске, објавили да се одвајају.
На парламентарним изборима у Хрватској 1990. године Фрањо Туђман је постао први председник Хрватске. Он је промовисао националистичку политику са успостављањем независне државе Хрватске као примарним циљем. Нова влада је предложила уставне промене, вратила традиционалну заставу и грб Хрватске, те уклонила термин „Социјалистичка” из имена државе. У покушају да се супротставе уставним променама, локални српски политичари су у августу 1990. организовали референдум о „српском суверенитету и аутономији”. Њихов бојкот је ескалирао у побуну у областима насељеним етничким Србима, у околини Книна, познату као Балван револуција.
Локална полиција у Книну стала је на страну растуће побуне Срба, док су многи државни службеници, углавном полицајци у којима су командне функције углавном заузимали Срби и комунисти, остали без посла. Нови Устав Хрватске је ратификован у децембру 1990. године, а Српско народно веће формирало је САО Крајину, самопроглашену аутономну област Срба.
Етничке тензије су све више расле, подстакнуте пропагандом која је била присутна и у Хрватској и у Србији. Дана 2. маја 1991. догодио се један од првих оружаних сукоба између српских паравојних формација и хрватске полиције у Боровом Селу. Дана 19. маја одржан је референдум о независности, који су Срби углавном бојкотовали, док је већина осталих становника гласала за независност Хрватске. Хрватска је прогласила независност 25. јуна 1991. Због Брионске декларације, стављен је тромесечни мораторијум на спровођење одлуке који је окончан 8. октобра.
Оружани инциденти током лета 1991. године ескалирали су у свеопшти рат, након чега су формирани фронтови око подручја отцепљене САО Крајине. ЈНА је разоружала територијалне јединице Словеније и Хрватске пре проглашења независности, по налогу председника Србије Слободана Милошевића. Ово је у великој мери отежано ембаргом на оружје, који су УН увеле Југославији. ЈНА је била наизглед идеолошки унитаристичка, али су њен официрски кор чинили претежно Срби и Црногорци (70 одсто).
ЈНА се успротивила независности Хрватске и стала на страну српских побуњеника. Побуњеници нису били погођени ембаргом јер их је подржавала и снабдевала ЈНА. До средине јула 1991. ЈНА је пребацила око 70.000 војника у Хрватску. Борбе су убрзо ескалирале, а касније се прошириле и на стотине квадратних километара од Западне Славоније преко Баније до Далмације.
Погранични региони су се суочили са директним нападима снага унутар Србије и Црне Горе. У августу 1991. године почела је битка за Вуковар у којој су се водиле жестоке борбе са око 1.800 хрватских бораца који су блокирали кретање ЈНА ка Славонији. Крајем октобра, град је био скоро потпуно разорен након копненог гранатирања и бомбардовања из ваздуха.
Блокада Дубровника почела је у октобру гранатирањем града који је тада био под заштитом Унеска, када је међународна штампа критикована да се усредсређује на грађевине и инфраструктуру овог града, уместо да извештава о разарању Вуковара у којем је убијено много цивила.
Битка за Вуковар окончана је 18. новембра 1991. године након што је у граду понестало муниције. Масакр на Овчари догодио се убрзо након што је ЈНА заузела Вуковар. У међувремену, контролу над централном Хрватском преузеле су снаге Срба у спрези са корпусом ЈНА из Босне и Херцеговине, под вођством Ратка Младића.
У јануару 1992. Венсов план је успоставио зоне под контролом УН (УНПА) за Србе на територији где су српски побуњеници прогласили независну Републику Српску Крајину (РСК), те окончао велике војне операције, али спорадични артиљеријски напади на хрватске градове и повремени упади хрватских снага у зоне УНПА настављени су до 1995. године. Рат у Хрватској окончан је средином 1995. године, након операција Бљесак и Олуја. Након овога, Хрватска је повратила сву своју територију осим дела Славоније који се граничи са Србијом. Већина српског становништва на територијама које је освојила Хрватска је протерана и принуђена је да постану избеглице. Подручја која нису била погођена хрватским војним операцијама, дошла су под управу УН-а (УНТАЕС), а поново су постала део Хрватске 1998. године под условима Ердутског споразума.

### Рат у Босни и Херцеговини (1992—1995)
Почетком 1992. године сукоб је захватио Босну и Херцеговину пошто је она такође прогласила независност од Југославије. Рат је био претежно територијални сукоб између Бошњака, који су желели да сачувају територијални интегритет нове независне Републике Босне и Херцеговине, самопроглашене државе Срба Републике Српске и самопроглашене државе Хрвата Херцег-Босне, које су водиле и снабдевале Србија, односно Хрватска, наводно са циљем поделе Босне и Херцеговине, чиме би Бошњацима остао мали део земље. Генерална скупштина Уједињених нација је 18. децембра 1992. године издала Резолуцију 47/121 у којој је осудила српске и црногорске снаге због покушаја да силом присвоје више територија.
ЈНА се супротставила владиној агенди коју је предводила већина у Босни и Херцеговини за њену независност, а заједно са другим наоружаним националистичким српским милитантним снагама покушала је да спречи грађане да гласају на референдуму о независности 1992. године. Међутим, нису успели да убеде људе да не гласају, а застрашујућа атмосфера комбинована са бојкотом Срба резултирала је огромном већином од 99% гласова која је подржала независност.
Рат у Босни и Херцеговини избио је 19. јуна 1992. године, иако је опсада Сарајева већ почела у априлу након што је проглашена независност. Сукоб, обележен вишегодишњом опсадом Сарајева и масакром у Сребреници, био је најкрвавији и најшире извештаван од свих ратова у Југославији. Фракција Срба на челу са националистом Радованом Караџићем обећала је ослобођење свих подручја у којима већину чине Срби. Да би повезао неповезане делове територија насељених Србима и области на које Срби полажу право, Караџић је повео низ ратних операција које су довеле до миграције муслиманског становништва. Пријављено је етничко чишћење Приједора, масакри у Вишеграду, етничко чишћење Фоче, масакр у Добоју, масакр у Зворнику, опсада Горажда и други.
Крајем 1992. године тензије између Хрвата и Бошњака су порасле, а њихова сарадња се распала. У јануару 1993. два бивша савезничка народа су се упустила у отворени сукоб, што је довело до Бошњачко–хрватског рата. Године 1994. потписан је Вашингтонски споразум између хрватских снага и Армије БиХ Републике Босне и Херцеговине. Након договора у Карађорђеву уследиле су операција Бљесак и Олуја, Војска Хрватске и комбиноване хрватске снаге Босне и Херцеговине извеле су у септембру 1995. операцију кодног назива Маестрал 2 како би потиснуле Србе.
Напредак на терену заједно са ваздушним ударима НАТО-а, уз велике људске жртве, извршио је притисак на Србе да седну за преговарачки сто. Извршен је притисак на све стране да се држе примирја и преговарају о окончању рата у Босни и Херцеговини. Рат је окончан потписивањем Дејтонског споразума 14. децембра 1995. године, те формирањем Републике Српске као једним од ентитета у оквиру Босне и Херцеговине.
Централна обавештајна агенција (Ција) у априлу 1995. известила је да су 90 одсто свих злочина у ратовима у Југославији до тог тренутка починили српски милитанти. Већина ових злочина догодила се у Босни и Херцеговини.

### Рат на Косову и Метохији (1998—1999)
Након септембра 1990. године, када је Србија једнострано укинула Устав Југославије из 1974. године, аутономија САП Косова је скоро укинута а све значајније одлуке долазиле су из Београда, након чега су Албанцима знатно смањене привилегије и права. С почетка 1990-их радио и телевизија на албанском језику били су ограничени, а новине угашене. Албанци су у великом броју отпуштени из јавних предузећа и институција, укључујући банке, болнице, пошту и школе. У јуну 1991. године распуштена је Скупштина Универзитета у Приштини и неколико савета факултета, те њихови чланови замењени Србима. Албанским професорима је онемогућен улазак у школске просторије за нову школску годину која је почела у септембру 1991. године, због чега су албански ученици бојкотовали наставу.
Албанци су затим започели оружану побуну против Србије, а за ту сврху 1996. године основана је и терористичка Ослободилачка војска Косова (ОВК). Оружани сукоби између две стране избили су почетком 1998. Примирје уз подршку НАТО-а потписано је 15. октобра, али су га обе стране прекршиле два месеца касније, те су се борбе наставиле. Када је у јануару 1999. године пријављено убиство 45 Албанаца у случају Рачак, НАТО је одлучио да се сукоб може решити само увођењем војних снага којим ће насилно обуздати Србију. Званичници СР Југославије су одбили да потпишу споразум из Рамбујеа, који је између осталог захтевао 30.000 трупа НАТО-а на Косову и Метохији, несметано право пролаза за НАТО трупе на територији СР Југославије, имунитет за НАТО и његове агенте, право на коришћење локалних путева, лука, железничких пруга и аеродрома без плаћања, те коришћење јавних објеката без трошкова. НАТО се тада припремио да силом крене у акцију, користећи ово одбијање да оправда бомбардовање.
Уследило је НАТО бомбардовање СРЈ, интервенција против српских снага, под командом генерала Веслија Кларка. Оно је окончано након два и по месеца, када је потписан Кумановски споразум. Косово и Метохија су стављени под контролу Привремене административне мисије Уједињених нација (УНМИК) и војне заштите од стране КФОР-а. Међутим, рат на Космету који је трајао 15 месеци оставио је хиљаде убијених цивила и преко милион расељених.

### Сукоби на југу Србије (1999—2001)
Сукоби на југу Србије представљају оружани сукоб између Југославије и албанских побуњеника Ослободилачке војске Прешева, Медвеђе и Бујановца (ОВПМБ), почевши од јуна 1999. године, са намером издвајања ових области из СР Југославије. Било је случајева током сукоба у којима је Савезна влада Југославије тражила подршку КФОР-а у сузбијању напада ОВПМБ-а, пошто је Влада могла да користи само лако наоружане војне снаге наметнуте Кумановским споразумом, који је након повлачења јединица ЈНА, створио тампон зону како би снагама Југославије био забрањен повратак на ову територију. Председник Југославије Војислав Коштуница упозорио је да ће избити нови сукоби ако јединице КФОР-а не предузму мере да спрече нападе.

### Сукоби у Републици Македонији (2001)
Сукоби у Републици Македонији представљају оружани сукоб у Тетову који је почео када је милитантна група етничких Албанаца, под називом Ослободилачка национална армија (ОНА), почела с нападима на снаге безбедности Републике Македоније почетком фебруара 2001. године, а сам сукоб је окончан Охридским споразумом. Циљ ОНА је био да се дају већа права и аутономија албанској мањини у земљи, која је чинила 25,2% становништва Републике Македоније (54,7% у Тетову). Постојале су и тврдње да је група желела да се области са албанском већином отцепе од земље, али су поједини високорангирани припадници ОНА то негирали.

## Ембарго на оружје
У септембру 1991. године Савет безбедности Уједињених нација увео је ембарго на оружје. Међутим, разне државе су биле ангажоване или омогућавале продају оружја зараћеним странама. Чиле је 2012. године осудио девет особа, укључујући двојицу пензионисаних генерала, за учешће у продаји оружја.

## Ратни злочини

### Геноцид
Различито је мишљење да су масовна убиства Бошњака у Босни и Херцеговини прерасла у геноцид. Генерална скупштина Уједињених нација је 18. децембра 1992. године донела Резолуцију 47/121 којом се осуђују „агресивни акти српских и црногорских снага у циљу стицања већег броја територија силом”, те назвала такво етничко чишћење „формом геноцида”. У свом извештају објављеном 1. јануара 1993. године, Хелсинки воч је била једна од првих организација за грађанска права која је упозорила да „размере насиља и његова селективна природа по етничким и верским припадностима указују на злочине геноцидног карактера над бошњачким и, у мањој мери, хрватским становништвом у Босни и Херцеговини”.
У телеграму који је Белој кући 8. фебруара 1994. послао амерички амбасадор у Хрватској Питер Галбрајт, наводи се да се у том тренутку дешава геноцид. У телеграму се наводи „стално и неселективно гранатирање и пуцњава” у Сарајеву од стране српских снага, узнемиравање мањинских група у Северној Босни „у покушају да се [Бошњаци и Хрвати] приморају да оду”, те коришћење заточеника „да обављају опасан посао на линијама фронта” као доказ да је почињен геноцид. Конгрес Сједињених Америчких Држава је 2005. године донео Резолуцију у којој се „српска политика агресије и етничког чишћења испуњава појмовима који дефинишу геноцид”.
Године 1993. одржано је суђење пред Међународним судом правде, након тужбе Босне и Херцеговине против Србије и Црне Горе за наводни геноцид. Пресудом Међународног суда правде од 26. фебруара 2007. године индиректно је одређена међународна природа рата, али је Србија ослобођена директне одговорности за злочине који су починиле снаге Републике Српске у Сребреници. Међутим, Суд је закључио да Србија није спречила злочине који су починиле српске снаге у Сребреници, те да није казнила одговорне и привела их правди.
Ратне злочине су починиле различите српске снаге у неколико делова Босне и Херцеговине, посебно у Бијељини, Сарајеву, Приједору, Зворнику, Вишеграду и Фочи. Међутим, судије су закључиле да су критеријуми за геноцид са специфичном намером (dolus specialis) да се искорене Бошњаци испуњени само у Сребреници 1995. године. Суд је закључио да други злочини, ван Сребренице, почињени током рата 1992—1995, по међународном праву могу бити окарактерисани једино као злочини против човечности, али да сама по себи не представљају геноцид.
Злочин геноцида у сребреничкој енклави потврђен је у неколико осуђујућих пресуда које је изрекао Суд, а посебно у пресуди вођи Срба у Босни и Херцеговини, Радовану Караџићу.

### Етничко чишћење
Етничко чишћење је било уобичајена појава у ратовима у Хрватској, на Косову и Метохији и у Босни и Херцеговини код свих зараћених страна. Подразумевано је застрашивање, присилно протеривање или тешка убиства непожељне етничке групе, као и уништавање богомоља, гробља и културно-историјских објеката те етничке групе како би се састав становништва неког подручја променио у корист друге етничке групе која би постала већинска. Ови примери територијалног национализма и територијалних аспирација део су циља једне етнодржаве. Концентрациони логори као што су Омарска и Трнопоље такође су означени као саставни део стратегије етничког чишћења.
Према бројним пресудама и оптужницама Међународног суда правде, српске и хрватске снаге извршиле су етничко чишћење својих територија на захтев свог политичког руководства које је планирало да створи етнички чисте државе (Република Српска и Република Српска Крајина од стране Срба, а Херцег-Босна од стране Хрвата).
Према Међународном суду правде, српске снаге из САО Крајине депортовале су најмање 80–100.000 Хрвата и других несрпских цивила 1991–1992. и најмање 700.000 Албанаца на Косову и Метохији 1999. Стотине хиљада Бошњака је протерано из својих домова од стране српских снага у Босни и Херцеговини. Према једној процени, српске снаге су протерале најмање 700.000 Бошњака са подручја Босне и Херцеговине под њиховом контролом.
Они који су преживели етничко чишћење остали су трауматизовани што је уследило као последица ове кампање.

### Сексуално насиље и силовање
Силовање и сексуално насиље су се дешавали по службеној наредби као део етничког чишћења, како би се раселила циљана етничка група. Према подацима Женске групе Трешњевка, више од 35.000 жена и деце држано је у таквим српским „камповима силовања”. Драгољуб Кунарац, Радомир Ковач и Зоран Вуковић осуђени су за злочине против човечности за силовање, мучење и поробљавање током масакра у Фочи.
Докази о обиму силовања у Босни и Херцеговини навели су Међународни суд правде да се отворено позабави овим питањем. Извештаји о сексуалном насиљу током рата у Босни и Херцеговини (1992—1995) и на Косову и Метохији (1998—1999), које су починиле етничке регуларне и нерегуларне снаге, описани су као „посебно алармантни”. Косовске безбедносне снаге, предвођене НАТО-ом, документовале су силовања Албанки, Ромкиња и Српкиња од стране Срба и припадника Ослободилачке војске Косова (ОВК).
Други су проценили да је током рата у Босни и Херцеговини силовано између 20.000 и 50.000 жена, углавном Бошњакиња. Мало је извештаја о силовању и сексуалном нападу између припадника исте етничке групе.
Силовање у ратовима у Југославији често је окарактерисано као злочин против човечности. Силовање које су починиле снаге једне стране служило је уништавању културних и друштвених веза жртава и њихових заједница. Политика Србије, је наводно подстицала војнике да силују Бошњакиње док не затрудне, што је коришћено као покушај етничког чишћења. Жене су често држане у заточеништву дужи временски период и пуштане тек нешто пре рођења детета зачетог од силовања. Систематско силовање је можда имало далекосежније последице од почетног расељавања жртава силовања. Стрес, узрокован траумом силовања, заједно са недостатком приступа репродуктивној здравственој заштити који често доживљавају расељена лица, довео је до озбиљних здравствених ризика за жене.
Током рата на Косову и Метохији хиљаде Албанки и Српкиња постале су жртве сексуалног насиља. Силовање је коришћено као ратно оружје и инструмент систематског етничког чишћења, те за терорисање цивилног становништва, изнуђивање новца од породица и присиљавање људи да напусте своје домове. Према извештају групе Human Rights Watch из 2000. године, силовање у овом рату може се поделити у три категорије: силовања у домовима жена, силовања током бекства и силовања у притвору. Већина починилаца били су српске паравојне формације, али су међу њима били и припадници српске специјалне полиције и војници ЈНА. Практично сви сексуални напади које је документовао Human Rights Watch су била групна силовања у која су учествовала најмање два починиоца. Документована су многа силовања Српкиња, Албанки и Ромкиња од стране етничких Албанаца — често од стране припадника ОВК. Силовања су се често дешавала у присуству и уз пристанак војних официра. Војници, полицајци и чланови паравојних формација често су силовали своје жртве пред очима бројних сведока.
У извештају Програма Уједињених нација за развој у Хрватској из 2013. године, под називом „Процјена броја жртава сексуалног насиља тијеком Домовинског рата на подручју Републике Хрватске и оптимални облици компензације и подршке жртвама”, процењује се да број жртава силовања и других облика сексуалног напада на обе стране броји приближно 1.470 до 2.205 или 1.501 до 2.437 људи, у највећем броју Српкиња. Већина жртава које су Срби напали нису били српске етничке припадности. По регионима, највећи број силовања и дела сексуалног насиља догодио се у Источној Славонији, са процењеним 380—570 жртава. Према овом извештају, између 300 и 600 мушкараца (4,4%—6,6% затвореника) и између 279 и 466 жена (или 30%—50% затвореника) претрпело је различите облике сексуалног злостављања док су били у притвору у српским логорима и затворима (укључујући и оне у Србији). Између 412 и 611 Хрватица је силовано на територијама које су окупирали Срби, ван логора, од 1991. до 1995. године. Такође је познато да су хрватске снаге починиле силовања и акте сексуалног насиља над српским женама током операција Бљесак и Олуја, са процењених 94—140 жртава. Сексуално злостављање српских затвореника дешавало се и у хрватским логорима Лора и Керестинец.

## Последице

### Жртве
Према неким проценама, број погинулих у ратовима у Југославији износи 140.000. Фонд за хуманитарно право процењује да је у сукобима у бившим републикама Југославије живот изгубило најмање 130.000 људи. Учешће Словеније у сукобима било је кратко, чиме су избегнуте веће жртве, а у десетодневном сукобу погинуло је око 70 људи. Процењује се да је у рату у Хрватској погинуло око 22.000 људи, од чега 15.000 Хрвата и 7.000 Срба.
Босна и Херцеговина је поднела најтежи терет борби: у рату је убијено између 97.207 и 102.622 људи, међу којима 64.036 Бошњака, 24.905 Срба и 7.788 Хрвата. По уделу, 65% убијених били су Бошњаци, 25% Срби и 8% Хрвати. У сукобу на Косову и Метохији убијено је 13.535 људи, укључујући 10.812 Албанаца (80%) и 2.197 Срба (16%). Највећи број погинулих био је у Сарајеву: са око 14.000 убијених током опсаде, град је изгубио скоро онолико људи колико и читав рат на Косову и Метохији.
У релативном и апсолутном броју, највеће губитке су претрпели Бошњаци: у Босни и Херцеговини је убијено 64.036 људи, што представља број погинулих од преко 3% ове етничке групе. Најтежи положај су доживели у масакру у Сребреници, где је стопа смртности мушкараца Бошњака (без обзира на године и цивилни статус) у јулу 1995. достигла 33%. Удео Бошњака међу свим погинулим цивилима током рата у Босни и Херцеговини износио је око 83%, док се у Источној Босни попео на скоро 95%.
Током рата у Хрватској, 43,4% погинулих на хрватској страни били су цивили.

### Интерно расељена лица и избеглице
Ратови у Југославији изазвали су једну од највећих избегличких криза у историји Европе. Процењује се да су ратови у Хрватској, Босни и Херцеговини и на Косову и Метохији произвели око 2,4 милиона избеглица и 2 милиона интерно расељених лица.
Рат у Босни и Херцеговини изазвао је 2,2 милиона избеглица или расељених, од којих су више од половине били Бошњаци. До 2001. године било је још 650.000 расељених Бошњака, док је 200.000 трајно напустило земљу.
Рат на Косову и Метохији је изазвао 862.979 избеглица албанске припадности које су или протеране од стране српских снага или су побегле са фронта. Поред тога, 500.000 до 600.000 лица је интерно расељено, што значи да је, према подацима ОЕБС-а, скоро 90% свих Албанаца расељено из својих домова на Косову и Метохији до јуна 1999. године. По завршетку рата Албанци су се вратили, али је преко 200.000 Срба, Рома и других неалбанаца избегло са Косова и Метохије. Тако је до краја 2000. Србија постала домаћин 700.000 српских избеглица или интерно расељених са простора Косова и Метохије, Хрватске и Босне и Херцеговине.
Из перспективе азила за интерно расељена лица или избеглице, Хрватска је преузела највећи терет кризе. Према неким изворима, Хрватска је 1992. године била домаћин скоро 750.000 избеглица или интерно расељених, што представља квоту од скоро 16% њене популације од 4,7 милиона становника: ове бројке су укључивале 420 до 450.000 босанских избеглица, 35.000 избеглица из Србије (углавном из Војводине и са Косова) док је још 265.000 лица из других делова саме Хрватске било интерно расељено.
Званични подаци Високог комесаријата Уједињених нација за избеглице показују да је Хрватска 1993. године била домаћин 287.000 избеглица и 344.000 интерно расељених. То је однос од 64,7 избеглица на 1.000 становника. У свом извештају из 1992. Комесаријат је Хрватску ставио на 7. место на списку 50 најоптерећенијих земаља избеглицама: у њој је регистровано 316 хиљада избеглица, што је однос 15:1 у односу на њену укупну популацију. Заједно са интерно расељенима, Хрватска је 1992. године била домаћин за најмање 648.000 људи којима је био потребан смештај. Поређења ради, Република Македонија је 1999. године имала 10,5 избеглица на 1.000 становника.
Словенија је 1993. године била домаћин 45.000 избеглица, што је 22,7 избеглица на 1.000 становника. Србија и Црна Гора су 1993. године биле домаћин 479.111 избеглица, што је однос од 45,5 избеглица на 1.000 становника. До 1998. овај број је порастао на 502.037 избеглица (или 47,7 избеглица на 1.000 становника). До 2000. године број избеглица је пао на 484.391 особу, али је број интерно расељених порастао на 267.500, односно укупно 751.891 особа које су биле расељене и којима је потребан смештај.
| Држава, регион      | Албанци              | Бошњаци              | Хрвати           | Срби     | Остали (Мађари, Горанци, Роми) |
| ------------------- | -------------------- | -------------------- | ---------------- | -------- | ------------------------------ |
| Хрватска            | —                    | —                    | 247.000          | 300.000  | —                              |
| Босна и Херцеговина | —                    | 1.270.000            | 490.000          | 540.000  | —                              |
| Косово и Метохија   | 1.200.000–1.450.000  | —                    | 35.000—40.000    | 143.000  | 67.000                         |
| Војводина, Санџак   | —                    | 30.000—40.000        | 35.000—40.000    | —        | 60.000                         |
| Укупно              | ~1.200.000—1.450.000 | ~1.300.000—1.310.000 | ~772.000—777.000 | ~983.000 | ~127.000                       |

### Материјална штета
Материјалне и економске штете које су донели сукоби биле су катастрофалне. Босна и Херцеговина је пре рата имала БДП између 8—9 милијарди долара. Влада је проценила укупну ратну штету на 50—70 милијарди долара. Такође је забележила пад БДП-а од 75% након рата. Око 60% стамбених објеката у земљи је или оштећено или уништено, што се показало као проблем приликом покушаја да се све избеглице врате својим домовима. Босна и Херцеговина је такође постала прва земља у Европи по броју нагазних мина: 1.820 km2 њене територије је контаминирано овим експлозивима, што представља 3,6% њене копнене површине. Између 3 и 6 милиона нагазних мина било је расуто широм ове државе. Од њих је умрло пет хиљада људи, од којих је 1.520 убијено после рата.
Хрватски сабор је 1999. године усвојио Закон којим се ратна штета земље процењује на 37 милијарди долара. Наводи да је између 1991. и априла 1993. године отприлике 210.000 зграда у Хрватској (укључујући школе, болнице и избегличке кампове) било оштећено или уништено гранатирањем од стране Републике Српске Крајине и снага ЈНА. Градови погођени гранатирањем су Карловац, Госпић, Огулин, Задар, Биоград и други. Влада Хрватске је такође признала да је 7.489 зграда које су припадале Србима у Хрватској оштећено или уништено експлозивом, паљевином или другим намерним средствима до краја 1992. Од јануара до марта 1993. године оштећено је или уништено још 220 зграда. Против 126 Хрвата поднете су кривичне пријаве за таква дела.
Санкције СР Југославији створиле су хиперинфлацију од 300 милиона одсто југословенског динара. До 1995. године скоро милион радника је остало без посла, док је БДП пао за 55 процената од 1989. године. НАТО бомбардовање СРЈ довело је до додатне штете. Једно од најжешћих је било бомбардовање петрохемијске фабрике у Панчеву, које је изазвало испуштање 80.000 тона запаљеног горива у животну средину. Током овог бомбардовања коришћено је приближно 31.000 метака муниције са осиромашеним уранијумом.

### МКСЈ/МКСР
Хашки трибунал (МКСЈ) био је орган Уједињених нација основан да процесуира тешке злочине почињене током ратова у Југославији и суди њиховим починиоцима. Трибунал је био ad hoc суд са седиштем у Хагу. Једно од најистакнутијих суђења односило се на бившег председника Србије Слободана Милошевића, који је 2002. године оптужен по 66 тачака оптужнице за злочине против човечности, ратне злочине и геноцид који су наводно почињени у ратовима на Косову и Метохији, у Босни и Хрватској. Његово суђење је остало недовршено с обзиром је преминуо 2006. године, пре него што је донета коначна пресуда. Међутим, суђење пред МКСЈ је „помогло да се делегитимише Милошевићево вођство”, како је то изјавио један научник.
МКСЈ и његов наследник, Међународни резидуални механизам за кривичне судове (МКСР), изрекао је неколико осуђујућих пресуда. Прва запажена пресуда којом је потврђен геноцид у Сребреници био је случај против српског генерала Радислава Крстића: осуђен је 2001. године, док је Жалбено веће потврдило пресуду 2004. године. Пресуда је такође донета и бившем вођи Срба у Босни и Херцеговини Радовану Караџићу, који је такође осуђен за геноцид. Генерал Ратко Младић је 22. новембра 2017. осуђен на доживотну робију.
Међу другим значајним пресудама су биле и оне ултранационалисте Војислава Шешеља, вође паравојне формације Милана Лукића, политичара Момчила Крајишника, генерала Станислава Галића, који је осуђен за опсаду Сарајева, бившег помоћника министра унутрашњих послова Србије и начелника Ресора јавне безбедности Властимира Ђорђевића, који је осуђен за злочине на Косову и Метохији, бившег команданта ЈНА Милета Мркшића, као и обојице бивших председника Републике Српске Крајине Милана Мартића и Милана Бабића.
За злочине је осуђено и неколико Хрвата, Бошњака и Албанаца, као што су бивши вођа Хрвата Јадранко Прлић и командант Слободан Праљак, војни командант Младен Налетилић, бивши командант Армије БиХ Енвер Хаџихасановић и бивши командант ОВК Харадин Баља.
Године 2012. хрватски генерали Анте Готовина и Младен Маркач су ослобођени по жалби.
До 2019. године, на основу свог статута, МКСЈ је утврдио да су српски званичници проглашени кривим за прогон, депортацију и/или присилно премештање (злочини против човечности, члан 5) у Хрватској, Босни и Херцеговини, на Косову и Метохији и у Војводини. Они су такође проглашени кривима за тешко убиство (злочини против човечности, члан 5) у Хрватској, Босни и Херцеговини и на Косову и Метохији; као и терор (кршење закона и обичаја ратовања, члан 3) и геноцид (члан 4) у Босни и Херцеговини. Хрватске снаге нису проглашене кривим ни за шта у Хрватској, али су проглашене кривим за депортацију, друга нехумана дела (присилно премештање), тешка убиства и прогоне (злочини против човечности, члан 5) у Босни и Херцеговини. Бошњачке снаге проглашене су кривим за нечовечно поступање (тешка повреда Женевске конвенције, члан 2), тешко убиство, те окрутно поступање (кршење закона и обичаја ратовања, члан 3) у Босни и Херцеговини. Један албански званичник проглашен је кривим за мучење, окрутно поступање, убиство (кршење закона и обичаја ратовања, члан 3) на Косову и Метохији.

### Проток оружја
Након завршетка сукоба, милиони оружја су остали код цивила који су их држали у случају да се насиље поново појави. Нека од ових оружја су се касније појавили на црном тржишту оружја у Европи.
Нема званичних података о томе колико ватреног оружја недостаје. У Србији власти процењују да је у оптицају од 250.000 до 900.000 различитих врста. У Босни и Херцеговини, јавни извештаји наводе бројку од 750.000. Крајем 2017. године, мушкарац је ушао у аутобус у Бањој Луци носећи две торбе са 36 ручних бомби, три јуришне пушке, седам пиштоља, нагазну мину и стотине метака, а крајња дестинација му је био Гетеборг; заустављен је у Словенији. На граници са Хрватском заустављена је 26-годишња жена са три противтенковска оружја и ручном бомбом. Полиција је код 79-годишњег мушкарца пронашла четири митраљеза, три пушке, три јуришне пушке и већу количину експлозива. Према званичнику УНДП-а, натерати цивиле да предају оружје државним властима је компликовано јер су људи тада приморани да верују да ће их власти заштитити. Уместо тога, криминалци сакупљају оружје. Део несталог оружја коришћен је у нападима у Паризу у новембру 2015. током којих су џихадисти убили 130 људи. Такође су коришћене нестале јуришне пушке у пуцњави у пабу у Гетеборгу 2015.
Покушаји влада држава наследница да смање распрострањеност илегалног оружја координисани су кроз Регионални приступ смањењу залиха оружја који се усредсређује на смањење залиха, премештање оружја и необјашњиве експлозије у Југоисточној Европи. Партнере чине Европска унија, Канцеларија САД за уклањање и смањење оружја, Агенција за смањење одбрамбених претњи САД и НАТО-ова агенција за подршку и набавку. Активности које финансира Влада САД су годишње радионице којима присуствују званичници америчке владе из Стејт департмента и Министарства одбране и представници министарстава одбране из југословенских држава наследница.

### Трговина дрогом
Од почетка непријатељстава између зараћених страна у бившој Југославији, Ослободилачка војска Косова (ОВК), као и српска мафија, били су умешани у илегалну трговину дрогом, посебно са западноазијским хероином који је улазио у средњу и западну Европу. Почетком 1990-их, око 2.000 Албанаца са Косова и Метохије задржано је у швајцарским затворима под оптужбом за шверц оружја и дроге. Током рата, Интерпол и локални органи за провођење закона запленили су укупно неколико тона хероина. Илегалне операције кријумчарења дроге такође су довеле до додатних злочина широм Западне Европе, укључујући пљачке банака и изнуде које су починиле криминалне групе које делују из источне Европе. Интензивирање потрошње хероина у Западној Европи довело је до ширења тржишта дроге на отвореном, посебно у Швајцарској. Босанскохерцеговачке криминалне банде и даље имају значајан утицај на глобалну трговину дрогом, а најпознатије су по трговини кокаином.

### Општи и цитирани извори

#### Књиге
- Allcock, John B (2000). Explaining Yugoslavia. Columbia University Press.
- Allcock, John B. et al. eds., (1998). Conflict in the Former Yugoslavia: An Encyclopedia.
- Allen, Beverly (1996). Rape Warfare: The Hidden Genocide in Bosnia-Herzegovina and Croatia. University of Minnesota Press. ISBN 978-0-8166-2818-6.
- Baker, Catherine (2015). The Yugoslav Wars of the 1990s. Macmillan International Higher Education. ISBN 978-1-137-39899-4.
- Bideleux, Robert; Jeffries, Ian (2007). A history of Eastern Europe: crisis and change (2nd изд.). Taylor & Francis. ISBN 978-0-415-36627-4. Приступљено 22. 4. 2012.
- Bjelajac, Mile; Žunec, Ozren (2009). „The War in Croatia, 1991–1995”.  Ур.: Ingrao, Charles W.; Emmert, Thomas Allan. Confronting the Yugoslav Controversies: a Scholars' Initiative. Purdue University Press. ISBN 978-1-55753-617-4. OCLC 867740664.
- Brown, Cynthia; Karim, Farhad (1995). Playing the "Communal Card": Communal Violence and Human Rights. New York, NY: Human Rights Watch. ISBN 978-1-56432-152-7.
- Brouwer, Anne-Marie de (2005). Supranational Criminal Prosecution of Sexual Violence. Intersentia. ISBN 978-90-5095-533-1.
- Campbell, Kenneth (2001). Genocide and the Global Village. Springer. ISBN 978-0-312-29928-6.
- Cohen, Leonard J.; Dragović-Soso, Jasna, ур. (2008). State Collapse in South-Eastern Europe: New Perspectives on Yugoslavia's Disintegration. Purdue University Press. стр. 323. ISBN 978-1-55753-460-6.
- Fink, George (2010). Stress of War, Conflict and Disaster. Academic Press. ISBN 978-0-12-381382-4.
- Finlan, Alastair (2004). The Collapse of Yugoslavia 1991–1999. Essential Histories. Oxford, England: Osprey. ISBN 978-1-84176-805-2.
- Friedman, Francine (2013). Bosnia and Herzegovina: A Polity on the Brink. Routledge. ISBN 978-1-134-52754-0.
- Gagnon, Valère Philip (2004). The Myth of Ethnic War: Serbia and Croatia in the 1990s. Cornell University Press. ISBN 978-0-8014-7291-6.
- Geldenhuys, Dean (2004). Deviant Conduct in World Politics. Springer. ISBN 978-0-230-00071-1.
- Glenny, Misha (1996). The fall of Yugoslavia: the third Balkan war. London: Penguin. ISBN 978-0-14-026101-1.
- Goldstein, Ivo (1999). Croatia: A History. C. Hurst & Co. ISBN 978-1-85065-525-1.
- Hall, Richard C. ed (2014). War in the Balkans: An Encyclopedic History from the Fall of the Ottoman Empire to the Breakup of Yugoslavia.
- Ingrao, Charles; Emmert, Thomas A., ур. (2003). Confronting the Yugoslav Controversies: A Scholars' Initiative (2nd изд.). Purdue University Press. ISBN 978-1-55753-617-4.
- Jha, U. C. (2014). Armed Conflict and Environmental Damage. Vij Books India Pvt Ltd. ISBN 978-93-82652-81-6.
- Krieger, Heike (2001).  Heike Krieger, ур. The Kosovo Conflict and International Law: An Analytical Documentation 1974-1999. Cambridge University Press. стр. 90. ISBN 978-0-521-80071-6.
- Meštrović, Stjepan Gabriel (1996). Genocide After Emotion: The Postemotional Balkan War. Routledge. ISBN 978-0-415-12294-8.
- Meyers, Eytan (2004). International Immigration Policy: A Theoretical and Comparative Analysis. Springer. ISBN 978-1-4039-7837-0.
- Naimark, Norman; Case, Holly M. (2003). Yugoslavia and Its Historians: Understanding the Balkan Wars of the 1990s. Stanford University Press. ISBN 978-0-8047-4594-9. Приступљено 22. 4. 2012.
- Off, Carol (2010). The Lion, the Fox and the Eagle. Random House of Canada. стр. 218. ISBN 978-0-307-37077-8.
- Ramet, Sabrina P. (2010). Central and Southeast European Politics Since 1989. Cambridge, England: Cambridge University Press. ISBN 978-1-139-48750-4.
- Rogel, Carole (2004). The Breakup of Yugoslavia and Its Aftermath. Greenwood Publishing Group. стр. 91. ISBN 978-0-313-32357-7. Приступљено 22. 4. 2012.
- Shaw, Martin (2013). Genocide and International Relations: Changing Patterns in the Transitions of the Late Modern World. Cambridge University Press. ISBN 978-1-107-46910-5.
- Smajić, Aid (2013). „Bosnia and Herzegovina”.  Ур.: Nielsen, Jørgen; Akgönül, Samim; Alibašić, Ahmet; Racius, Egdunas. Yearbook of Muslims in Europe. 5. BRILL. ISBN 978-90-04-25586-9.
- Tanner, Marcus (2001). Croatia : a nation forged in war (2nd изд.). New Haven, CT; London, England: Yale University Press. ISBN 978-0-300-09125-0.
- Toal, Gerard; Dahlman, Carl T. (2011). Bosnia Remade: Ethnic Cleansing and its Reversal. Oxford University Press. стр. 136. ISBN 978-0-19-020790-8.
- Watkins, Clem S. (2003). The Balkans. Nova Publishers. стр. 10. ISBN 978-1-59033-525-3.
- Aleksandar, Bosković; Dević, Ana; Gavrilović, Darko; Hašimbegović, Elma; Ljubojević, Ana; Perica, Vjekoslav; Velikonja, Mitja, ур. (2011). Political Myths in the Former Yugoslavia and Successor States: A Shared Narrative. Institute for Historical Justice and Reconciliation. ISBN 978-90-8979-067-5.
- Central Intelligence Agency, Office of Russian and European Analysis (2002). Balkan Battlegrounds: A Military History of the Yugoslav Conflict, 1990–1995. Washington, D.C.: Central Intelligence Agency. ISBN 978-0-16-066472-4.
- Council of Europe (1993). Documents (working Papers) 1993. стр. 9. ISBN 978-92-871-2332-9.
- Ullman, Richard Henry (1996). The World and Yugoslavia's Wars. Council on Foreign Relations. ISBN 978-0-87609-191-3.
- Visoka, Gëzim (2020). „Kosovo: a hybrid negative peace”.  Ур.: Williams, Paul R.; Sterio, Milena. Research Handbook on Post-Conflict State Building. Edward Elgar Publishing. ISBN 978-1-78897-164-5. OCLC 1149742525.
- World Bank (1996). Bosnia and Herzegovina: Toward Economic Recovery. World Bank Publications. стр. 10. ISBN 978-0-8213-3673-1.
- Udovicki, Jasminka; Ridgeway, James (2000). Burn This House: The Making and Unmaking of Yugoslavia. Durham, North Carolina: Duke University Press. ISBN 978-1-136-76482-0.
- Powers, Roger S. (1997). Protest, Power, and Change: An Encyclopedia of Nonviolent Action from ACT-UP to Women's Suffrage. Routledge. ISBN 978-1-136-76482-0.

#### Научни чланци у часописима
- Akhavan, Payam (2001). „Beyond Impunity: Can International Criminal Justice Prevent Future Atrocities?”. American Journal of International Law. 95 (1): 7—31. JSTOR 2642034. S2CID 144769396. doi:10.2307/2642034.
- Bicanic, Ivo (2008). „Croatia”. Southeast European and Black Sea Studies. 1 (1): 158—173. S2CID 219697768. doi:10.1080/14683850108454628.
- Brunborg, Helge; Lyngstad, Torkild Hovde; Urdal, Henrik (2003). „Accounting for Genocide: How Many Were Killed in Srebrenica?”. European Journal of Population / Revue Européenne de Démographie. 19 (3): 229—248. JSTOR 20164231. S2CID 150727427. doi:10.1023/A:1024949307841.
- Campbell, David (2002). „Atrocity, memory, photography: Imaging the concentration camps of Bosnia--the case of ITN versus Living Marxism, Part 1”. Journal of Human Rights. 1 (1): 1—33. S2CID 56360692. doi:10.1080/14754830110111544.
- Card, Claudia (1996). „Rape as a Weapon of War”. Hypatia. 11 (4): 5—18. ISSN 0887-5367. JSTOR 3810388. S2CID 144640806. doi:10.1111/j.1527-2001.1996.tb01031.x.
- Guzina, Dejan (2003). „Socialist Serbia's Narratives: From Yugoslavia to a Greater Serbia”. International Journal of Politics, Culture, and Society. 17 (1): 91—111. S2CID 140426711. doi:10.1023/a:1025341010886.
- Iacopino, Vincent; Frank, Martina; Bauer, Heidi M.; Keller, Allen S. (2001). „A Population-Based Assessment of Human Rights Abuses Committed Against Ethnic Albanian Refugees From Kosovo”. Am J Public Health. 91 (12): 2013—2018. PMC 1446925 . PMID 11726386. doi:10.2105/ajph.91.12.2013.
- Magliveras, Konstantinos D. (2002). „The Interplay Between the Transfer of Slobodan Milosevic to the ICTY and Yugoslav Constitutional Law”. European Journal of International Law. 13 (3): 661—677. doi:10.1093/ejil/13.3.661 .
- McGinn, Therese (2000). „Reproductive Health of War-Affected Populations: What Do We Know?”. International Family Planning Perspectives. 26 (4): 174—180. ISSN 0190-3187. JSTOR 2648255. doi:10.2307/2648255. Архивирано из оригинала 22. 01. 2022. г. Приступљено 03. 06. 2022.
- Pearson, Joseph (2010). „Dubrovnik's Artistic Patrimony, and its Role in War Reporting (1991)”. European History Quarterly. 40 (2): 197—216. S2CID 144872875. doi:10.1177/0265691410358937.
- Salzman, Todd A. (1998). „Rape Camps as a Means of Ethnic Cleansing: Religious, Cultural, and Ethical Responses to Rape Victims in the Former Yugoslavia”. Human Rights Quarterly. 20 (2): 348—378. S2CID 143807616. doi:10.1353/hrq.1998.0019.
- Weine, Stevan M.; Becker, Daniel F.; Vojvoda, Dolores; Hodzic, Emir (1998). „Individual change after genocide in Bosnian survivors of "ethnic cleansing": Assessing personality dysfunction”. Journal of Traumatic Stress. 11 (1): 147—153. PMID 9479683. S2CID 31419500. doi:10.1023/A:1024469418811.
- Wood, William B. (2001). „Geographic Aspects of Genocide: A Comparison of Bosnia and Rwanda”. Transactions of the Institute of British Geographers. 26 (1): 57—75. JSTOR 623145. doi:10.1111/1475-5661.00006.
- Zaknic, Ivan (1992). „The Pain of Ruins: Croatian Architecture under Siege”. Journal of Architectural Education. 46 (2): 115—124. doi:10.1080/10464883.1992.10734547.
- Fridman, Orli (2010). „'It was like fighting a war with our own people': anti-war activism in Serbia during the 1990s”. The Journal of Nationalism and Ethnicity. 39 (4): 507—522. S2CID 153467930. doi:10.1080/00905992.2011.579953.
- Perunovic, Sreca (2015). „Animosities in Yugoslavia before its demise: Revelations of an opinion poll survey”. Ethnicities. 16 (6): 819—841. S2CID 147068505. doi:10.1177/1468796815576059.

#### Остали извори
- Bassiouni, M. Cherif (28. 12. 1994). „Final report of the United Nations Commission of Experts established pursuant to security council resolution 780 (1992), Annex III – The military structure, strategy and tactics of the warring factions”. United Nations. Архивирано из оригинала 28. 7. 2012. г. Приступљено 11. 7. 2012.
- Bassiouni, M. Cherif (28. 12. 1994). „Final report of the United Nations Commission of Experts established pursuant to security council resolution 780 (1992), Annex IV – The policy of ethnic cleansing”. United Nations. Архивирано из оригинала 4. 5. 2012. г. Приступљено 11. 7. 2012.
- Ferguson, Kate. An investigation into the irregular military dynamics in Yugoslavia, 1992–1995. Diss. University of East Anglia, 2015.
- Siblesz, H.H. (1998). „History of Sandzak” (PDF). Refworld. стр. 10.
- „The Prosecutor vs Milan Milutinovic et al – Judgement” (PDF). International Criminal Tribunal for the former Yugoslavia. 26. 2. 2009.
- Human Rights Watch (1994). „Human Rights Abuses of Non-Serbs In Kosovo, Sandñak and Vojvodina” (PDF).
- Human Rights Watch (29. 10. 2001). „Milosevic: Important New Charges on Croatia”.
- OHCHR (1993). „Fifth periodic report on the situation of human rights in the territory of the former Yugoslavia submitted by Mr. Tadeusz Mazowiecki”. Приступљено 19. 8. 2017.
- OSCE (1999). „KOSOVO / KOSOVA: As Seen, As Told”. стр. 13.
- UNHCR (1993). „The State of the World's Refugees 1993” (PDF).
- UNHCR (1997). „U.S. Committee for Refugees World Refugee Survey 1997 – Yugoslavia”.
- „2002 UNHCR Statistical Yearbook: Croatia” (PDF). UNHCR. 2002.
- 2002 UNHCR Statistical Yearbook: Macedonia. UNHCR. 2000. ISBN 978-0-19-924104-0.
- „2002 UNHCR Statistical Yearbook: Slovenia” (PDF). UNHCR. 2002.
- „2002 UNHCR Statistical Yearbook: Serbia” (PDF). UNHCR. 2002.
- UNHCR (2003). „Bosnian refugees in Australia: identity, community and labour market integration” (PDF).